# Utmark
Utmark eller utäga är en del av en jordbruksfastighet som ligger på avstånd från själva gården och som inte utgörs av inäga, det vill säga åker, äng, tomtplats eller trädgård.
Genom jordreformerna, till exempel laga skiftet och storskiftet, försökte man lägga samman markerna för att brukarna skulle få så nära till sina marker som möjligt och slippa passera andras marker med sina djur eller jordbruksredskap. Utmarkerna gav möjlighet till boskapsbete, småviltsjakt och äggtäkt, samt ved- och virkesfångst. På utmarkerna kunde även svedjebruk förekomma. Ett annat ord för utmark var, bland annat i Östergötland, hump. Ordet förekommer i flera ortnamn, till exempel Klockarehumpen.
I den nu gällande rennäringslagen (1971:437) talas det på tre ställen om utmark. I 25§ sägs: "En medlem i sameby får jaga och fiska på utmark inom de delar av byns betesområde som hör till renbetesfjällen eller lappmarkerna, när renskötsel är tillåten där". I 16§ stadgas att samebymedlemmar får uppföra byggnader som behövs för renskötseln på "utmark inom byns betesområde". Enligt 17§ får samebymedlemmar i viss utsträckning ta torra träd och skogsavfall på utmark även utanför lappmarkerna. Begreppet har varit omdiskuterat, framför allt när det gäller samers rätt till jakt och fiske på privat mark. I en utredning föreslogs att rennäringslagen skulle förtydligas genom att samernas rättigheter på utmark ersattes med en negativ skrivning om att rättigheterna inte gäller på åker eller äng eller i trädgård. Någon sådan ändring har dock hittills inte skett.
Ordet "utmark" är belagt i svenska språket sedan 1402, medan "utäga" är belagt sedan mitten av 1400-talet.